# Inchy-en-Artois
Inchy-en-Artois – miejscowość i gmina we Francji, w regionie Hauts-de-France, w departamencie Pas-de-Calais.
Według danych na rok 1990 gminę zamieszkiwało 576 osób, a gęstość zaludnienia wynosiła 52 osób/km² (wśród 1549 gmin regionu Nord-Pas-de-Calais Inchy-en-Artois plasuje się na 734. miejscu pod względem liczby ludności, natomiast pod względem powierzchni na miejscu 265.).